# Нгуен Хоанг Фи Ву
Нгуен Хоанг Фи Ву (вьет. Nguyễn Hoàng Phi Vũ; род. 27 июня 1999, Хайзыонг) — вьетнамский лучник, специализирующийся в стрельбе из олимпийского лука. Участник Олимпийских игр. 

## Биография
Нгуен Хоанг Фи Ву родился в Хайзыонге 27 июня 1999 года.
Начал заниматься стрельбой из лука в 2012 году, а спустя три года дебютировал на международном соревновании (на юниорском уровне). Ранее занимался стрельбой из пистолета, но тренер рекомендовал Нгуену перейти на стрельбу из лука, так как он у него развитая близорукость на одном глазу, и астигматизм на втором. Сам Нгуен отмечает, что для него это становится проблемой в пасмурных и ветреных условиях.

## Карьера
Нгуен Хоанг Фи Ву участвовал на чемпионате Азии 2019 года в Бангкоке. Вьетнамский лучник занял восьмое место, добравшись до четвертьфинала, в соревновании смешанных пар, а также дошёл с мужской сборной до 1/8 финала в командном турнире. В индивидуальном первенстве Нгуен Хоанг Фи Ву выбыл на стадии 1/32 финала.
Нгуен Хоанг Фи Ву участвовал на Олимпийских играх в Токио только в индивидуальном первенстве. Однако уже в первом матче плей-офф против тайваньского лучника Тан Чжицзюня проиграл со счётом 1:7.